# Advent:Publishers
Advent:Publishers este o editură americană de literatură științifico-fantastică și de lucrări de istorie, bibliografice și critice din domeniul științifico-fantastic. A fost fondată în 1955 de Earl Kemp și alți membri ai Clubului Science Fiction de la Universitatea din Chicago, printre care se afla și Sidney Coleman. Prima lucrare publicată a fost colecția de eseuri critice a scriitorului american Damon Knight, In Search of Wonder (1956). Cu această carte sau cea a lui James Blish, The Issue at Hand, Advent a devenit prima editură academică a genului științifico-fantastic.

## Autori
Printre autorii din domeniul științifico-fantastic care au scris sau editat cărți Advent sau au fost subiectul unor cărți Advent se numără:
- Cy Chauvin
- Reginald Bretnor
- Theodore Cogswell
- Robert A. Heinlein
- Cyril Kornbluth
- Alfred Bester
- Robert Bloch
- L. Sprague de Camp
- Howard DeVore
- E. E. Smith
- Ron Ellik
- Lloyd Arthur Eshbach
- Damon Knight
- Alexei Panshin
- Donald H. Tuck
- Harry Warner Jr

## Lucrări
- In Search of Wonder, de Damon Knight (1956)
- Frank Kelly Freas: A Portfolio, de Frank Kelly Freas (1957)
- The Best Science Fiction Stories and Novels: Ninth Series, editată de T. E. Dikty (1958)
- The Science Fiction Novel, editată de Earl Kemp (1959)
- Some Notes on Xi Bootis, de Hal Clement (1960)
- The Eighth Stage of Fandom, de Robert Bloch (1962)
- The Proceedings: CHICON III, editată de Earl Kemp (1963)
- The Proceedings: DISCON, editată de Richard Eney (1964)
- A Requiem For Astounding, de Alva Rogers (1964)
- Of Worlds Beyond, editată de Lloyd Arthur Eshbach (1964)
- The Issue at Hand, de William Atheling, Jr. (1964)
- The Universes of E. E. Smith, de Ron Ellik și Bill Evans (1966)
- Heinlein in Dimension, de Alexei Panshin (1968)
- All Our Yesterdays, de Harry Warner, Jr. (1969)
- More Issues at Hand, de William Atheling, Jr. (1970)
- SF Bibliographies, de Robert E. Briney și Edward Wood (1972)
- The Encyclopedia of Science Fiction and Fantasy, Volume 1, de Donald H. Tuck (1974)
- SF in Dimension, de Alexei Panshin și Cory Panshin (1976)
- The Encyclopedia of Science Fiction and Fantasy, Volume 2, de Donald H. Tuck (1978)
- Modern Science Fiction, editată de Reginald Bretnor (1979)
- Footprints on Sand, de L. Sprague de Camp și Catherine Crook de Camp (1981)
- The Encyclopedia of Science Fiction and Fantasy, Volume 3, de Donald H. Tuck (1982) (a primit Premiul Hugo)
- Galaxy Magazine: The Dark and the Light Years, de David L. Rosheim (1986)
- The Tale That Wags the God, de James Blish (1987)
- PITFCS: Proceedings of the Institute for Twenty-First Century Studies, editată de Theodore R. Cogswell (1992) (nominalizare la Premiul Hugo pentru cea mai bună carte de non-ficțiune)
- The Hugo, Nebula and World Fantasy Awards, de Howard DeVore (1998) (nominalizare la Premiul Hugo pentru cea mai bună carte de non-ficțiune)
- Have Trenchcoat—Will Travel, de Edward E. Smith (2001)
- Heinlein's Children, de Joseph T. Major (2006) (nominalizare la Premiul Hugo pentru cea mai bună carte de non-ficțiune)

## Vezi și
- Categorie:Cărți Advent:Publishers
- Listă de edituri de literatură științifico-fantastică
- 1955 în științifico-fantastic
- 1956 în științifico-fantastic